# Villa Aldobrandini (Rom)
Die Villa Aldobrandini befindet sich auf der Spitze des Quirinal, der von den alten Römern Collis Latiaris genannt wurde, an der Straße Alta Semita, die unter Augustus der VI. Regio  ihren Namen gab, in der Nähe der Konstantinsthermen, mit Blick auf die Trajansmärkte und den Magnanapoli-Stiegen.

## Geschichte

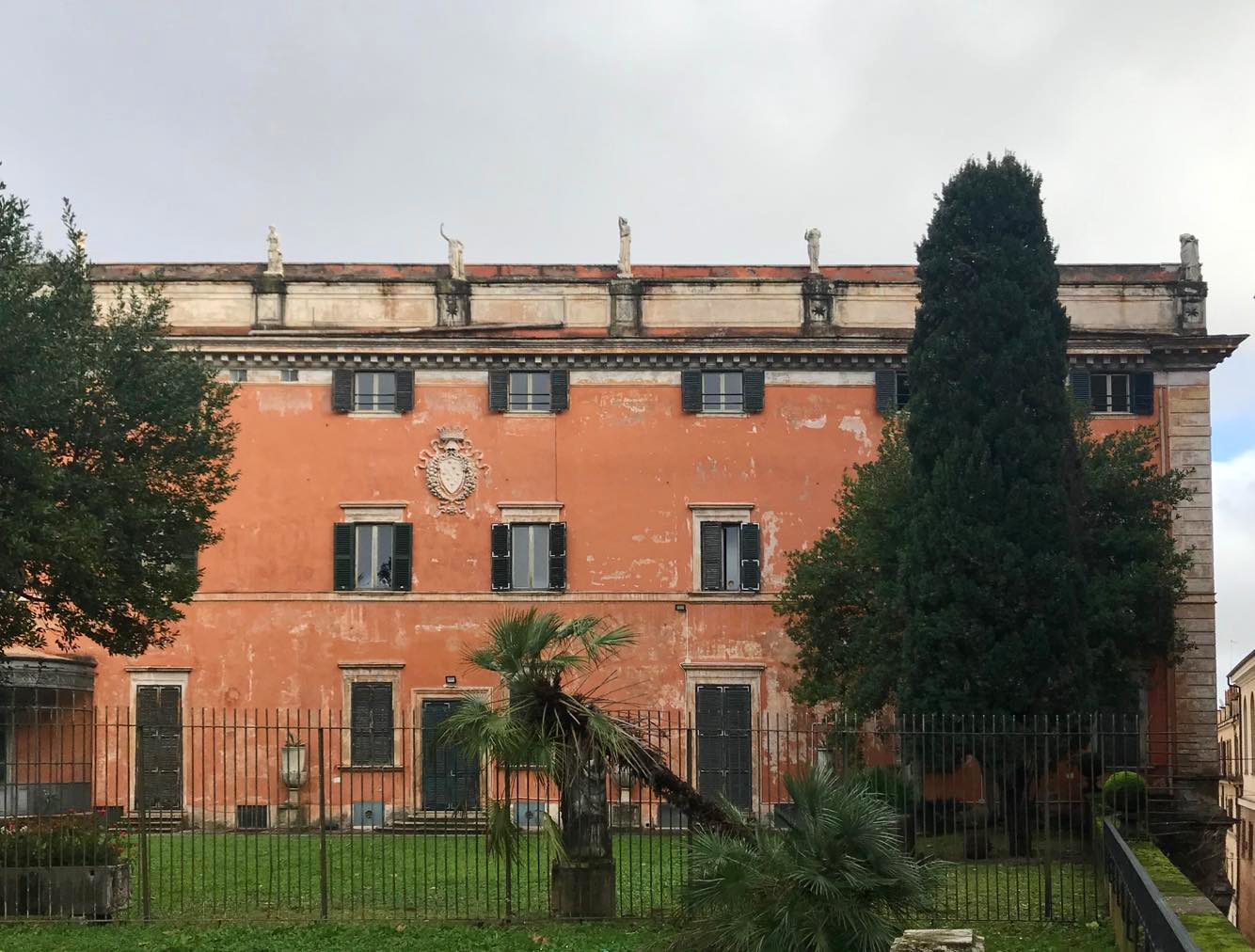
Herrenhaus der Villa, das UNIDROIT zur Nutzung überlassen wurde

Die erste Villa wurde auf den Überresten von Bauten aus dem 2. Jahrhundert errichtet, die noch am Eingang von der Via Mazzarino zu sehen sind. Sie gehörte den Familien Este und Vitelli und wurde in den letzten Jahren des 16. Jahrhunderts von Carlo Lambardi im Auftrag von Giulio Vitelli erweitert. Im Jahr 1601 erwarb sie Kardinal Pietro Aldobrandini (1571–1621), Neffe von Clemens VIII. (mit bürgerlichem Namen Aldobrandini), der das Hauptgebäude zur Via Panisperna hin umbauen und den ersten Pavillon (rechts auf dem Foto) errichten ließ. Zu Beginn des 19. Jahrhunderts war die Anlage bereits im Besitz der Familie Borghese.
Die Villa war prachtvoll ausgestattet und beherbergte eine wertvolle Kunstsammlung, die im Laufe der Zeit mit Werken aller bedeutenden italienischen Künstler von Giovanni Bellini über Correggio, Giorgione, Leonardo da Vinci, Mantegna, Tintoretto, Tizian, Veronese und anderen bereichert wurde. Dazu gehörten auch die so genannte Aldobrandinische Hochzeit, ein römisches Fresko aus dem 1. Jahrhundert, das sich heute in der Vatikanischen Bibliothek befindet, sowie zahlreiche antike Marmorarbeiten. Noch Mitte des 19. Jahrhunderts wurde die Pracht der Residenz in der Topografia statistica dello stato pontificio gewürdigt.
Nachdem die Sammlungen im 18. Jahrhundert in den Besitz der Familie Pamphili übergegangen waren, wie auf der Karte von Nolli (Nr. 169) dargestellt, wurden sie im Zuge der Erbfolge durch die Familie Aldobrandini aufgeteilt, und die Öffnung der heutigen Via Nazionale zwischen 1876 und 1901 veränderte den städtebaulichen Kontext tiefgreifend, indem sie ihn auf einen großen, von Bäumen gesäumten Aussichtspunkt reduzierte. 1929 erwarb der italienische Staat die Villa und öffnete den Garten für die Öffentlichkeit. Das Herrenhaus hingegen wurde dem UNIDROIT zur Nutzung überlassen, das dort noch heute seinen Sitz hat.

## In der Nähe

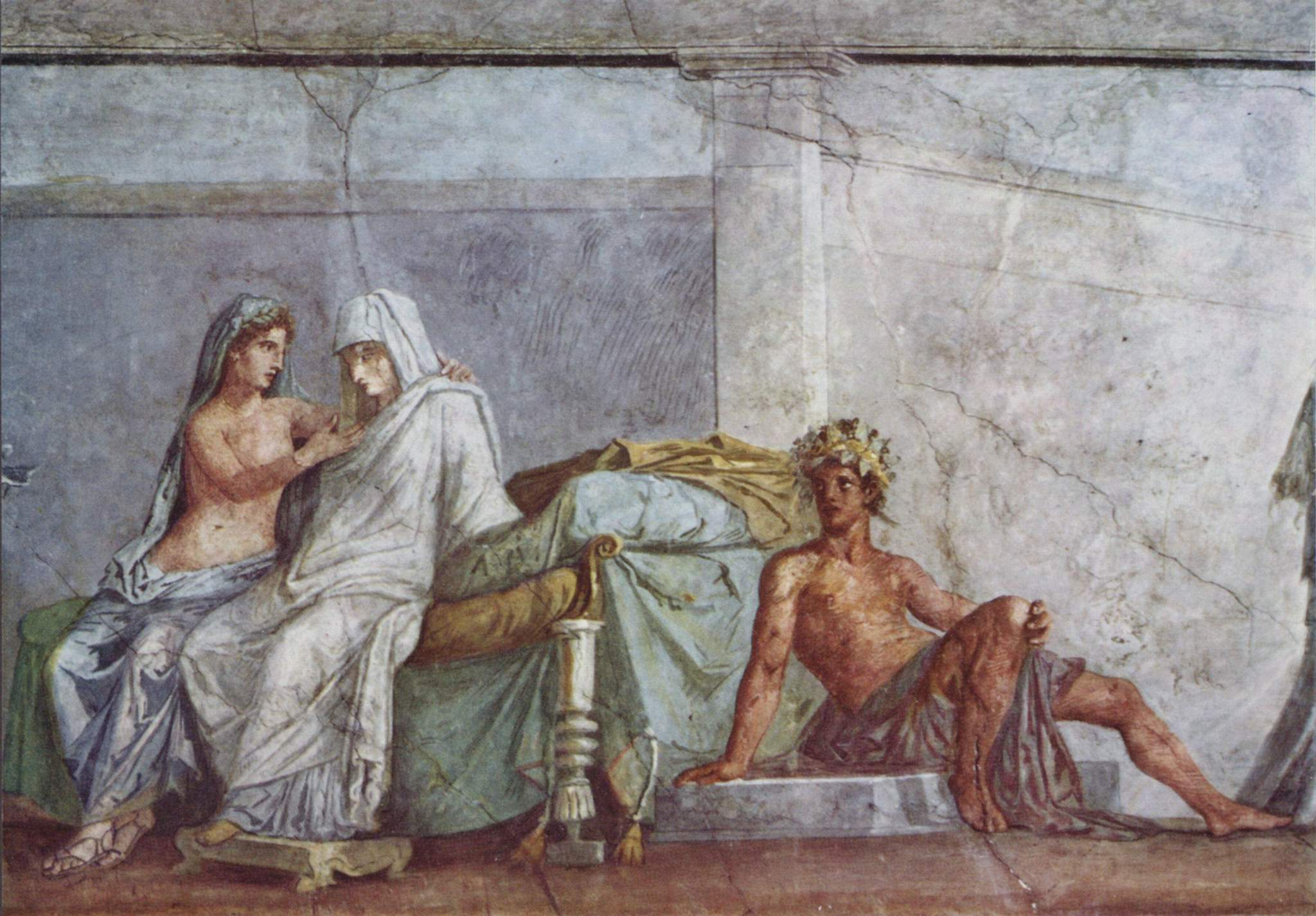
Die Aldobrandinische Hochzeit (Detail)

Vom Garten der Villa, deren Fassade auf die Via Panisperna ausgerichtet ist, überblickt man die Kirche Sant’Agata dei Goti, die Kirche Santa Caterina a Magnanapoli, die Kirche Santi Domenico e Sisto, die Torre delle Milizie und die Trajansmärkte.